# Hyperolius spinigularis
Hyperolius spinigularis là một loài ếch thuộc họ Hyperoliidae.
Loài này có ở Malawi, Tanzania, và có thể cả Mozambique.
Môi trường sống tự nhiên của chúng là rừng ẩm vùng đất thấp nhiệt đới hoặc cận nhiệt đới, vùng núi ẩm nhiệt đới hoặc cận nhiệt đới, đầm nước, đầm nước ngọt, đầm nước ngọt có nước theo mùa, đất canh tác, vùng đồng cỏ, vườn nông thôn, rừng trước đây suy thoái nghiêm trọng, khu vực trữ nước, và ao.